# Marta Gęga
Marta Gęga (ur. 16 kwietnia 1986 w Bielawie) – polska piłkarka ręczna, rozgrywająca, od 2013 była zawodniczką MKS-u Lublin.
Od sezonu 2022/2023 zawodniczka Startu Elbląg.

## Kariera sportowa
Wychowanka Żagwi Dzierżoniów, następnie zawodniczka SMS-u Gliwice. W latach 2005–2009 występowała w KS-ie Jelenia Góra. W sezonie 2006/2007, w którym rzuciła 228 goli w 26 meczach, zajęła 2. miejsce w klasyfikacji najlepszych strzelczyń Ekstraklasy. W sezonie 2007/2008, w którym rzuciła 240 bramek w 29 spotkaniach, została królową strzelczyń Ekstraklasy. W sezonie 2008/2009 zdobyła 22 gole dla jeleniogórskiej drużyny w rozgrywkach Challenge Cup. W latach 2009–2013 występowała w klubach francuskich. W 2013 przeszła do MKS-u Lublin, z którym zdobyła trzy mistrzostwa Polski (2014, 2015, 2016). W sezonie 2014/2015, w którym rzuciła 134 bramki, „Przegląd Sportowy” i Sportowe Fakty umieściły ją w najlepszej siódemce Superligi. Będąc zawodniczką MKS-u Lublin, występowała również w europejskich pucharach. W Lidze Mistrzyń zdobyła w sezonach 2013/2014, 2014/2015 i 2015/2016 59 bramek, natomiast w rozgrywkach Pucharu Zdobywców Pucharów rzuciła 22 gole.
W 2004 wystąpiła w mistrzostwach Europy U-19 w Czechach. Podczas mistrzostw świata U-20 w Czechach (2005) zdobyła 22 bramki.
Reprezentantka Polski. W 2014 uczestniczyła w mistrzostwach Europy w Chorwacji i na Węgrzech, podczas których zdobyła pięć goli w sześciu meczach. W 2016 wystąpiła w mistrzostwach Europy w Szwecji, w których rzuciła dwie bramki. Zagrała też na mistrzostwach Europy w 2020 oraz mistrzostwach świata w 2021.

## Statystyki w lidze polskiej
| Klub                            | Sezon                 | Liga                  | Liga | Liga | Liga |
| Klub                            | Sezon                 | Liga                  | M    | B    | Śr.  |
| ------------------------------- | --------------------- | --------------------- | ---- | ---- | ---- |
| KS Jelenia Góra                 | 2005/2006             | Ekstraklasa           | 28   | 136  | 4,9  |
| KS Jelenia Góra                 | 2006/2007             | Ekstraklasa           | 26   | 228  | 8,8  |
| KS Jelenia Góra                 | 2007/2008             | Ekstraklasa           | 29   | 240  | 8,3  |
| KS Jelenia Góra                 | 2008/2009             | Ekstraklasa           | 21   | 139  | 6,6  |
| KS Jelenia Góra                 | Razem                 | Razem                 | 104  | 743  | 7,1  |
| MKS Lublin                      | 2013/2014             | Superliga             | 28   | 88   | 3,1  |
| MKS Lublin                      | 2014/2015             | Superliga             | 30   | 134  | 4,5  |
| MKS Lublin                      | 2015/2016             | Superliga             | 30   | 147  | 4,9  |
| MKS Lublin                      | 2016/2017             | Superliga             | 32   | 142  | 4,4  |
| MKS Lublin                      | 2017/2018             | Superliga             | 30   | 109  | 3,6  |
| MKS Lublin                      | Razem                 | Razem                 | 150  | 620  | 4,1  |
| Ekstraklasa/Superliga           | Ekstraklasa/Superliga | Ekstraklasa/Superliga | 254  | 1363 | 5,4  |
| Stan na koniec sezonu 2017/2018 |                       |                       |      |      |      |

Uwaga: KS Jelenia Góra nosił w sezonie 2005/2006 nazwę MKS Jelenia Góra, a w sezonie 2006/2007 – MKS PR Jelenia Góra.

## Sukcesy
MKS Lublin
- Mistrzostwo Polski: 2013/2014, 2014/2015, 2015/2016, 2017/2018, 2018/2019
- Puchar Polski: 2017/2018
- Challenge Cup: 2017/2018

Indywidualne
- Królowa strzelczyń Ekstraklasy: 2007/2008 (240 bramek; KS Jelenia Góra)[2]
- 2. miejsce w klasyfikacji najlepszych strzelczyń Ekstraklasy: 2006/2007 (228 bramek; MKS PR Jelenia Góra)[2]
- Wybrana do najlepszej siódemki Superligi w sezonie 2014/2015 przez „Przegląd Sportowy”[3] i Sportowe Fakty[4]